# جولييت (كيبك)
جولييت كيبك، كيبك (بالإنجليزية: Joliette)‏ هي مدينة كندية تقع في مقاطعة كيبك. تبلغ مساحة هذه المدينة 22.8072 (كم²)، ويبلغ عدد سكانها 19044 نسمة حسب إحصاء سنة 2006 م، بينما كان يسكنها 17837 نسمة في سنة 2001 م. تحتل هذه المدينة المرتبة رقم 199 بين مدن كندا حسب عدد السكان والمرتبة رقم 53 في المقاطعة. النمو سكاني في هذه المدينة يقدر بـ(6.8).

## توأمة
لجولييت (كيبك) اتفاقيات توأمة مع:
- بريف لا غايلارد

## أعلام
- إليز ديسولينيرز
- جوناثان جيرارد
- كلود بلانشارد
- سيباستيان ميشو
- سيلين باوتشر
- لويس أوقستي أوليفييه
- ألبرت تشارتير

## وصلات خارجية
- الأطلس الحكومي لكندا
- إحصاءات كندا مع ساعة تعداد السكان